# 안동 이로당
안동이로당은 경상북도 안동시 풍산읍에 있는 건축물이다. 2006년 9월 14일 경상북도의 문화재자료 제512호로 지정되었다.

## 참고 자료
- 안동이로당 - 국가유산청 국가유산포털